# Керіма (нохія)
Керіма (араб. ناحية الكريمة‎‎) — нохія у Сирії, що входить до складу району Тартус провінції Тартус. Адміністративний центр — м. Керіма.
| Сирія | Це незавершена стаття з географії Сирії. Ви можете допомогти проєкту, виправивши або дописавши її. |